# Percina evides
Percina evides är en fiskart som först beskrevs av David Starr Jordan och Copeland, 1877.  Percina evides ingår i släktet Percina och familjen abborrfiskar. Inga underarter finns listade i Catalogue of Life.